# Critério de estabilidade de Barkhausen

Diagrama de blocos de um circuito oscilador realimentado ao qual o critério de Barkhausen se aplica. Trata-se de um elemento amplificador A cuja saída v_{o} é realimentada de volta para a entrada v_{f} através de uma rede de realimentação β(jw).

Para encontrar o ganho de realimentação, a malha de realimentação é quebrada em algum ponto, e a saída de v_{o} para uma dada entrada v_{i} é calculada como:

Em eletrônica, o critério de estabilidade de Barkhausen é uma condição matemática para determinar quando um circuito eletrônico linear irá oscilar. Foi proposto, em 1921, pelo físico alemão Heinrich Georg Barkhausen (1881–1956). É amplamente utilizado no projeto de osciladores eletrônicos, e também em circuitos no geral com realimentação negativa, tais como op-amps, para prevenir a oscilação.

## Limitações
Esse critério se aplica a circuitos lineares com uma malha de realimentação. Portanto, não pode ser aplicado diretamente para elementos de uma porta, tais como componentes ativos de resistência negativa como osciladores com diodo túnel.
O cerne deste critério é que um par complexo de frequências deve ser colocado sobre o eixo imaginário do plano complexo de frequências se oscilações constantes forem desejadas. No mundo real, é impossível estabelecer uma oscilação fixa no eixo imaginário para um estado estacionário, dessa forma o oscilador deve possuir algum efeito de correção não-linear.

## Critério
A afirmação determina que: se A é o ganho de amplificação do elemento no circuito e β(jω) é a função de transferência da malha de realimentação, então βA é o ganho de realimentação do circuito. O circuito irá sustentar oscilações em regime permanente apenas em frequências para o qual:
1. O ganho da malha é igual à unidade em magnitude absoluta, isso é, {\displaystyle |\beta A|=1\,}e
2. A mudança de fase na realimentação é zero ou um número inteiro múltiplo de 2π: {\displaystyle \angle \beta A=2\pi n,n\in 0,1,2,\dots \,.}

isso é, para a frequência no qual do caminho de amostragem até a entrada do circuito, passando pela malha de realimentação o ganho o sinal sofre um atraso de fase múltiplo de 2π. Para realimentação negativa, a inversão de fase deve ser de π. O critério de Barkhausen é uma condição necessária para oscilação, mas não suficiente: alguns circuitos satisfazem o critério, mas não oscilam. Da mesma forma, o critério de estabilidade de Nyquist também indica instabilidades, mas nada sobre oscilação. Aparentemente, não há uma formulação compacta de um critério de oscilação que é necessário e suficiente.

## Versão errada
A formulação feita por Barkhausen "denominada fórmula para a auto-excitação", destinada originalmente para determinar as frequências de oscilação da realimentação, envolvia um sinal de igualdade |bA| = 1. Na ocasião, sistemas não lineares condicionalmente estáveis, foram mal compreendidos; acreditava-se amplamente que o teorema dava os limites da estabilidade (|βA| < 1) e instabilidade (|βA| ≥ 1), e esta errada versão encontrou seu caminho ao longo do tempo na literatura. No entanto, oscilações estáveis ocorrem apenas em frequências para o qual a igualdade se mantém.